# جستین گارسیا
جستین گارسیا (انگلیسی: Jastin García؛ زادهٔ ۱۵ ژانویهٔ ۲۰۰۴) بازیکن فوتبال است که در حال حاضر برای باشگاه فوتبال خیرونا بازی می‌کند. 
وی همچنین در تیم ملی فوتبال زیر ۲۰ سال پرتغال بازی کرده است.